# Pittura acrilica
La pittura acrilica è una tecnica pittorica nata in epoca relativamente recente.
Le vernici sono prodotte con polveri colorate (pigmenti) mischiate con una resina acrilica (quasi esclusivamente di origine chetonica) di essiccazione variabile, generalmente veloce, a seconda delle resine, dei pigmenti e della fabbrica produttrice.
I supporti possono essere i più disparati, dai fogli da disegno (tipo Bristol), al cartone, alla tela, al cartone telato, ai supporti di legno (anche compensato). Vengono usati, oltre che per l'esecuzione di dipinti, per la decorazione muraria e quella degli oggetti più disparati, la loro buona resistenza unita alla relativa economicità e veloce asciugatura ne fanno un prodotto di largo uso. Si può rallentarne l'asciugatura con una moderata aggiunta di glicerina.
Caratteristiche della pittura acrilica è la rapidissima asciugatura, facile stesura e la traslucidità una volta asciutta. Ciò che può essere considerato un difetto delle pitture acriliche è il non permettere la tecnica della sfumatura, come questa viene eseguita nella pittura ad olio. Infatti la sfumatura con gli acrilici avviene a tratti, a gradini, permettendo il passaggio da un tono all'altro, oppure con successive velature di colore diluito che vengano stese su colore asciutto. I colori acrilici sono tranquillamente mescolabili fra loro e come diluente è preferibile semplice acqua, utilizzabile anche per cancellare, prima dell'asciugatura, parti di colore.
Caratteristica fondamentale dei colori acrilici, che li differenzia dalle tradizionali tempere, è la loro indissolubilità una volta asciutti. È necessaria pertanto una accurata pulizia dei pennelli terminato il lavoro; è da evitare che il colore asciughi sui pennelli, i quali devono essere sciacquati in acqua e asciugati. Se il colore si fosse seccato sul pennello, si può scioglierlo con alcol o diluente nitro.
Alcuni tipi di colori acrilici sono sensibili alla luce che li fa schiarire, come i colori rosso-violacei e blu-violacei, perché creati con pigmenti derivati da composti chimici organici fotosensibili, a questo fenomeno si ovvia con una lacca di resina acrilica con filtro UV che protegge tali colori.
Per gli altri colori non v'è necessità di fissativo, in quanto la resina acrilica che li compone li fa resistere alla luce e agli agenti atmosferici, smog compreso.